# 東森綜合台
EBC東森綜合，是東森電視旗下的頻道之一，與東森超視共用節目播出。

## 頻道歷史
- 1995年8月，力霸友聯全線「力霸友聯U2綜合台」開播。
- 力霸友聯全線成立頻道家族「友聯衛星電視台」（UTV）以後，力霸友聯U2綜合台改名為「UTV綜合台」。
- 1997年9月，UTV綜合台改名為「東視綜合台」。
- 1998年7月，東視綜合台改名為「東森綜合台」，台標為「ETTV東森綜合」。
- 1999年起，定頻於有線電視32頻道。
- 2015年11月10日，東森綜合台更換台標為「EBC東森綜合」。
- 2016年5月31日，東森綜合台啟用版本「EBC東森綜合HD」，並陸續在各大數位有線電視系統升為HD畫質。
- 2016年11月17日，東森綜合台陸續在各大數位有線電視系統啟用雙語服務。

## 外部連結
- 東森綜合台 （页面存档备份，存于）（繁體中文）
- 東森娛樂的Facebook專頁（繁體中文）
- YouTube上的東森綜合台頻道（繁體中文）